# 말똥성게
말똥성게는 말똥성게과에 속하며 학명은 Hemicentrotus pulcherrimus이다. 껍데기의 지름이 약 5cm, 높이가 약 2cm이다. 바닷물이 들락날락하는 조간대의 바위가 많은 곳에서 돌 밑이나 돌 틈에 산다. 몸은 둥글고 가시가 많이 나 있다. 껍데기는 위아래가 다소 넓고 가시가 짧아서 말똥처럼 보인다. 색깔은 암록색을 띤다. 봄에 산란하며 한국에서 많이 잡힌다.